# Münchenski sporazum
Münchenski sporazum (češki: Mnichovská zrada; njemački: Münchner Abkommen) je ugovor kojim je riješena Sudetska kriza. Ugovor je potpisan u Münchenu 29. rujna 1938. godine između Zapadnih sila i Njemačke.

## Sudetska kriza
Nakon što je 1936. godine između Njemačke, Italije i Japana potpisan tzv. Antikominternski pakt (preteča budućeg Trojnog pakta) Njemačka je 1938. godine poduzela nasilnu aneksiju Austrije (tzv. Anschluss). Hitlerov režim je taj potez opravdavao provođenjem načela o pravu na samoodređenje, odnosno činjenicom da su mnogi Austrijanci sebe smatrali dijelom njemačke nacije od koje su odijeljeni umjetnom granicom.
Hitler je sličan izgovor odlučio primijeniti na Sudete - oblast Čehoslovačke gdje su Nijemci činili većinu. Čehoslovačka vlada je bila spremna da se odupre mijenjanju granica oružanim putem te je baš u Sudetima sagradila moćni sustav modernih utvrda. Dodatno kao vjerna francuska saveznica računala je da će joj kod ratne ugroze Francuska vojno pomoći, a preko nje i Britanija koja je također bila francuska saveznica. Međutim, britanska vlada je držala da još nije u potpunosti spremna za rat pa je nagovorila Francusku da zajedno s njom 30. rujna 1938. sklopi Münchenski sporazum kojim je Njemačkoj priznato pravo na Sudete. Ostavljena na cjedilu, čehoslovačka vlada je podlegla njemačkom ultimatumu. Dok je dio svjetske javnosti ovim događajima bio šokiran i razočaran, veliki dio zapadne javnosti ih je smatrao ispravljanjem versajskih nepravdi te iskorištenom prilikom za postizanje trajnog mira u svijetu.

## Komadanje Čehoslovačke nakon Münchenskog sporazuma
Sklapanje Münchenskog sporazuma dalo je do znanja čehoslovačkoj vladi da neće dobiti nikakvu ozbiljnu pomoć od Francuske i Velike Britanije na koju je računala te su Sudeti prepušteni Njemačkoj. Potom je Mađarska zatražila reviziju svojih teritorijalnih gubitaka iz Trijanonskog ugovora iz 1920. godine pa je, pod Njemačkim pritiskom i uz sudjelovanje Italije, 2. studenog 1939. godine sklopljen Prvi bečki dogovor kojim je Čehoslovačka morala Mađarskoj prepustiti 14.106 km2 svojega teritorija s 1,34 milijuna stanovnika.
Tijekom tih pregovora, već je u listopadu 1939. godine vrh Čehoslovačke pod pritiskom nezadovoljnih Slovaka i Ukrajinaca pristao na uspostavu autonomija u Slovačkoj i Karpatskoj Ukrajini. Ubrzo je došlo do spora s novoformiranim slovačkim vodstvom te je središnja vlada Emila Hácha u ožujku smijenila Jozefa Tisa, šefa vlade slovačke autonomije. Međutim Hitler je 13. ožujka 1938. godine podržao Tisa, te je slovački parlament 14. ožujka 1938. godine proglasio nezavisnost Slovačke Republike. Istog dana je Hitler pozvao Emila Háchau u Berlin i najavio mu sutrašnji ulazak njemačkih trupa u Češku. S obzirom na to da Velika Britanija i Francuska nisu davali znaka da žele ikako podržati njegovu državu, Hácha je dozvolio njemačku okupaciju Češke bez oružanog otpora; potom je 16. ožujka 1939. godine uspostavljen Protektorat Češke i Moravske kojim je Njemačka upravljala po svojoj volji.
Karpatska Ukrajina je proglasila neovisnost kada je to učinila i Slovačka, ali je Mađarska već 16. ožujka proglasila aneksiju tog područja (11.583 km2, 622 tisuće stanovnika) i uz tek mali otpor ga uspjela okupirati do 23. ožujka 1939. Narednih tjedana je u mađarskom vojnom teroru živote ondje izgubilo, kako se smatra, oko 27 tisuća ljudi.
U isto vrijeme su oružane snage Poljske zauzele Zaolžje, (češki Zaolší, poljski Zaozje - kraj iza rijeke Olše), područje od 801 km2 s 227.399 stanovnika, koje je u to vrijeme u velikoj mjeri bilo nastanjeno etničkim Poljacima i koje je bilo između dva svjetska rata predmet spora između Čehoslovačke i Poljske.

## Raskid ugovora
Komadanje Čehoslovačke predstavljalo je poniženje zapadnih sila koje su na gaženje savezništva s Čehoslovačkom reagirale garancijom nezavisnosti i teritorijalnog integriteta Poljske i Rumunjske (država za koje se držalo da će predstavljati sljedeće mete njemačkog i mađarskog širenja) te raskidanjem Münchenskog sporazuma.
U međuvremenu je, koristeći Hitlerov primjer, Mussolinijeva Italija 7. travnja 1939. godine izvršila invaziju i do 12. travnja, uz tek manje borbe, uspostavila vlast u Albaniji.
Nakon što je 1. rujna 1939. godine Njemačka napala Poljsku, Francuska i Velika Britanija su doista objavile rat Njemačkoj, ali nisu protiv nje ništa ozbiljno poduzele, izuzev uspostave pomorske blokade. Ipak Velika Britanija će već 2. rujna početi prebacivati svoje vojne snage u Francusku gdje će prije kraja rujna dovesti nešto više od 150 tisuća britanskih vojnika.
Nakon što je zbog svojeg podupiranja komunista u Španjolskom građanskom ratu bio u napetim odnosima s Njemačkom i Italijom, na opće zaprepaštenje, Sovjetski Savez će sklopiti u kolovozu 1939. godine sporazum o nenapadanju s Njemačkom (Pakt Molotov-Ribbentrop), te će se sukladno tajnim protokolima tog pakta pridružiti njemačkom napadu na Poljsku i potom na cijeli niz drugih zemalja u tom dijelu Europe.

## Vanjske poveznice
- The Munich Agreement  Arhivirana inačica izvorne stranice od 21. rujna 2007. (Wayback Machine) - Text of the Munich Agreement on-line
- British Pathe newsreel (includes Chamberlain's speech at Heston aerodrome)  Arhivirana inačica izvorne stranice od 6. prosinca 2006. (Wayback Machine)
- The Munich Agreement: Dreams of Peace that Led to War  Arhivirana inačica izvorne stranice od 13. listopada 2007. (Wayback Machine)